# Чемпионат Азии по самбо 2021
Чемпионат Азии по самбо 2021 года прошёл в Ташкенте (Узбекистан) 4-6 июня. Ранее планировалось провести чемпионат в Индонезии, но из-за запланированных на это время Всемирных пляжных игр 2021 года право проведения чемпионата было решено передать другой стране.

## Медалисты

### Мужчины
| Весовая категория | Золото                            | Серебро                        | Бронза                                                           |
| ----------------- | --------------------------------- | ------------------------------ | ---------------------------------------------------------------- |
| до 58 кг          | Ильхом Пармонов · Узбекистан      | Акжол Балтабаев · Казахстан    | Ойбек Фатуллоев · Узбекистан Масуд Куканишоев · Таджикистан      |
| до 64 кг          | Мухаммет Коссеков · Туркменистан  | Рахат Жананиев · Казахстан     | Хомиджон Муминов · Узбекистан Ассылжан Гайсаев · Казахстан       |
| до 71 кг          | Сарбон Эрназаров · Узбекистан     | Нурбол Сериков · Казахстан     | Артур Куатай · Казахстан Мухаммадисо Раджабов · Таджикистан      |
| до 79 кг          | Хамроз Раджабов · Таджикистан     | Айдос Алиев · Кыргызстан       | Мухаммаднозим Шукуров · Узбекистан Убайды Девастич · Таджикистан |
| до 88 кг          | Ихтиёр Эшмуродов · Узбекистан     | Саид Сидимадани · Иран         | Адилет Миссин · Казахстан Ойбек Дусмурадов · Узбекистан          |
| до 98 кг          | Нодирджон Мерхаликов · Узбекистан | Фирдавс Насимов · Таджикистан  | Джалоладдин Ортиков · Узбекистан Руслан Эсгеров · Туркменистан   |
| свыше 98 кг       | Темирлан Колбай · Казахстан       | Хушниддин Хусанов · Узбекистан | Оразбек Алмазбеков · Кыргызстан Хуршед Маджидов · Таджикистан    |

#### Командный зачёт
*   Принимающая страна (Узбекистан)
| Место          | Страна         | Золото | Серебро | Бронза | Всего |
| -------------- | -------------- | ------ | ------- | ------ | ----- |
| 1              | Узбекистан*    | 4      | 1       | 5      | 10    |
| 2              | Казахстан      | 1      | 3       | 3      | 7     |
| 3              | Таджикистан    | 1      | 1       | 4      | 6     |
| 4              | Туркменистан   | 1      | 0       | 1      | 2     |
| 5              | Кыргызстан     | 0      | 1       | 1      | 2     |
| 6              | Иран           | 0      | 1       | 0      | 1     |
| Всего стран: 6 | Всего стран: 6 | 7      | 7       | 14     | 28    |

### Женщины
| Весовая категория | Золото                                | Серебро                          | Бронза                                                             |
| ----------------- | ------------------------------------- | -------------------------------- | ------------------------------------------------------------------ |
| до 50 кг          | Айжан Жилкыбаева · Казахстан          | Мушараф Ибодуллаева · Узбекистан | Айжан Айтпозова · Кыргызстан Азиза Назарова · Туркменистан         |
| до 54 кг          | Маржан Бизак · Казахстан              | Маликабону Мирзаева · Узбекистан | Самара Абдумалик Кызы · Кыргызстан Рушана Нуржавова · Туркменистан |
| до 59 кг          | Ибодатхон Агожонова · Узбекистан      | Динара Джумабаева · Казахстан    | Мадина Айдогдыева · Туркменистан Фариза Кулынтай · Казахстан       |
| до 65 кг          | Ажар Салыкова · Казахстан             | Сарвиноз Эсанова · Узбекистан    | Аяулым Балапанова · Казахстан Виолетта Кровыкова · Туркменистан    |
| до 72 кг          | Дилдаш Курышбаева · Казахстан         | Рано Узакова · Туркменистан      | Перизат Жакыпбелкова · Казахстан Сабина Темирова · Узбекистан      |
| до 80 кг          | Мадинабону Салохиддинова · Узбекистан | Азман Амаева · Казахстан         | Мафтуна Хамдамова · Узбекистан Джахан Мухаммедова · Туркменистан   |
| свыше 80 кг       | Араилым Абенова · Казахстан           | Юлдус Мухаммадиева · Узбекистан  | Молдир Нурланбек · Казахстан Максуда Эгембердиева · Туркменистан   |

#### Командный зачёт
*   Принимающая страна (Узбекистан)
| Место          | Страна         | Золото | Серебро | Бронза | Всего |
| -------------- | -------------- | ------ | ------- | ------ | ----- |
| 1              | Казахстан      | 5      | 2       | 4      | 11    |
| 2              | Узбекистан*    | 2      | 4       | 2      | 8     |
| 3              | Туркменистан   | 0      | 1       | 6      | 7     |
| 4              | Кыргызстан     | 0      | 0       | 2      | 2     |
| Всего стран: 4 | Всего стран: 4 | 7      | 7       | 14     | 28    |

### Боевое самбо
| Весовая категория | Золото                                | Серебро                            | Бронза                                                            |
| ----------------- | ------------------------------------- | ---------------------------------- | ----------------------------------------------------------------- |
| до 58 кг          | Бобхон Мирзозоба · Таджикистан        | Еркебулан Куангалиев · Казахстан   | Лутфилла Сайдаматов · Узбекистан Юсуп Танрибердиев · Туркменистан |
| до 64 кг          | Ойбек Салиев · Узбекистан             | Казбек Супыгалиев · Казахстан      | Адилбек Сеиссов · Казахстан Сорбон Латифов · Таджикистан          |
| до 71 кг          | Истам Кудратов · Узбекистан           | Темирлан Токторбаев · Кыргызстан   | Реджепнур Агаев · Туркменистан Санатбек Исмонов · Узбекистан      |
| до 79 кг          | Даирбек Каряев · Кыргызстан           | Таврешо Парпишоев · Таджикистан    | Ахмат Бобоев · Казахстан Шерзодбек Исмонов · Узбекистан           |
| до 88 кг          | Сохиджон Хасанбоев · Узбекистан       | Нурисбек Бекбердиев · Кыргызстан   | Джавланбек Мадаминов · Туркменистан Ахмед Муджтаба · Ирак         |
| до 98 кг          | Чаримурат Аннагурбанов · Туркменистан | Райхан Мади · Казахстан            | Бекболсун Керимбеков · Кыргызстан Рузимурод Юлдошев · Узбекистан  |
| свыше 98 кг       | Маирбек Абдикаликов · Узбекистан      | Бабаджан Ивадуллаев · Туркменистан | Талгат Джиентаев · Казахстан Хакимджон Исмоилов · Узбекистан      |

#### Командный зачёт
*   Принимающая страна (Узбекистан)
| Место          | Страна         | Золото | Серебро | Бронза | Всего |
| -------------- | -------------- | ------ | ------- | ------ | ----- |
| 1              | Узбекистан*    | 4      | 0       | 5      | 9     |
| 2              | Кыргызстан     | 1      | 2       | 1      | 4     |
| 3              | Туркменистан   | 1      | 1       | 3      | 5     |
| 4              | Таджикистан    | 1      | 1       | 1      | 3     |
| 5              | Казахстан      | 0      | 3       | 3      | 6     |
| 6              | Ирак           | 0      | 0       | 1      | 1     |
| Всего стран: 6 | Всего стран: 6 | 7      | 7       | 14     | 28    |

## Общий медальный зачёт
*   Принимающая страна (Узбекистан)
| Место          | Страна         | Золото | Серебро | Бронза | Всего |
| -------------- | -------------- | ------ | ------- | ------ | ----- |
| 1              | Узбекистан*    | 10     | 5       | 12     | 27    |
| 2              | Казахстан      | 6      | 8       | 10     | 24    |
| 3              | Туркменистан   | 2      | 2       | 10     | 14    |
| 4              | Таджикистан    | 2      | 2       | 5      | 9     |
| 5              | Кыргызстан     | 1      | 3       | 4      | 8     |
| 6              | Иран           | 0      | 1       | 0      | 1     |
| 7              | Ирак           | 0      | 0       | 1      | 1     |
| Всего стран: 7 | Всего стран: 7 | 21     | 21      | 42     | 84    |